# Daniel Malvino
Daniel Malvino – brazylijski zapaśnik walczący w stylu wolnym. Zajął 37. miejsce na mistrzostwach świata w 2011. Dziesiąty na mistrzostwach panamerykańskich w 2009. Brązowy medalista igrzysk Ameryki Południowej w 2010 i mistrzostw Ameryki Południowej w 2009 i 2011 roku.